# Pedro Gual Villalbí
Pedro Gual Villalbí (Tarragona, 21 de noviembre de 1885-Barcelona, 11 de enero de 1968) fue un economista y político español.

## Biografía
Estudió Economía en las universidades de Barcelona y Leeds. Fue catedrático de Política Económica y Legislación aduanera en la Universidad de Barcelona desde 1915 y militó en el partido de Francisco Cambó, la Lliga Regionalista. Durante la dictadura de Primo de Rivera fue secretario de la patronal catalana, Fomento del Trabajo Nacional.

## Trayectoria
Fue miembro entre 1927 y 1930 de la Asamblea Nacional Consultiva de la dictadura de Primo de Rivera.
Después de la Guerra Civil, asumíó la presidencia del Consejo de Economía Nacional y fue procurador en Cortes nato desde 1955. En 1957 fue nombrado ministro sin cartera (VIII y IX gobiernos de Franco), permaneció en este cargo hasta 1965. 
Como ministro sin cartera fue uno de los promotores del Plan de Estabilización de 1957-1959. Fue nombrado delegado permanente pro reparación de daños en Valencia en 1957 y con motivo de la inundación en Sevilla por el Tamarguillo en diciembre de 1961 el Consejo de Ministros lo nombró delegado permanente pro-reparación de daños en Sevilla.
Por otra parte, actuó como académico de Honor de la Real Academia de Ciencias Económicas y Financieras (Racef), en la que ingresó en el año 1944.

## Obras
- Memorias de un industrial de nuestro tiempo (1922).
- Teoría y técnica de la política aduanera y de los tratados de comercio (2 vol).
- Curso de política económica contemporánea (9 vol).
- Preocupación actual por una política de familia y relación con la política económica (1945).